# Trstenik (gmina Ormož)
Trstenik – wieś w Słowenii, w gminie Ormož. 1 stycznia 2018 liczyła 37 mieszkańców.
Miejscowość powstała w 2007 roku poprzez odłączenie się od wsi Mihalovci.